# Championnat de Belgique de football de quatrième division 2021-2022
Navigation
saison précédente saison suivante
Le Championnat de Belgique de football Division 2 2021-2022 est la septantième édition (soixante-dixième) du championnat de Championnat belge de « 4e Division ». C’est la sixième édition sous le nom de "Division 2 (Amateur)". Le terme Amateur est accolé à cette série jusqu’au terme de la saison 2019-2020. Il est depuis retiré, car la majorité des clubs des deux ailes linguistiques lui trouvent, à tort ou au raison, une connotation péjorative. Pour Wikipédia il est plus judicieux de conserver (le nom « Amateur ») pour éviter toute confusion avec les compétitions nationales de 2e niveau nationale
Bien que cette compétition est régionalisée, la fédération belge la considère comme « nationale » (tout comme le niveau inférieur, désormais appelé « Division 3 ». La fédération belge insiste fréquemment sur son esprit unitaire et que s’il y a des ailes d'appartenance linguistiques, il ne s’agit pas d’une scission en « Fédérations régionales distinctes » comme d'autres sports ont pu le faire.
Cette Division 2 est répartie en trois séries de 16 clubs. Deux groupes sont composés chacun de 16 clubs situés en Région flamande (ou selon le règlement) affiliés à la VV - Voetbal Vlaanderen - et une poule avec seize clubs du reste du pays (ou selon le règlement) affiliés à l'ACFF - Association des Clubs Francophones de Football.
La distinction entre les trois séries est: « Division 2 VV série A », « Division 2 VV série B » et « Division 2 ACFF ». À noter que pour cette saison inaugurale, la série ACFF compte non pas 16 mais 17 équipes.

## Fusion - Changement d'appellation
- Après sept années sans aligner d'équipe Premières, le K. Sportclub Tongeren (54) « fusionne » avec le K. Heur VV (4600) et reprend son appellation de K. SK Tongeren sous le matricule 54[1]. Dans la réalité, des faits, c'est un peu différent. La fusion est le seul moyen pour le matricule 54 de retrouver un échelon national (D2 Amateur) qui ne convient plus au matricule 4600. Celui-ci disparait alors nombre de ses anciens rejoignent l'initiative, lancée en janvier 2021, par le VC Jekervalllei Sluizen (9701). Ce cercle créé en 2018 et jouant le P3 Limbourg propose une fusion entre quatre clubs locaux qui connaissent des manquements de personnels que des déficits budgétaires lesquels sont accrus avec l'annulation de l'exercice 2020-2021. Le matricule 9701 devient le VCJ Heur Sluizen en P3. Pour la saison 2022-2023, deux autres cercles - l'Union FC Rutten (6238) et le Valencia VC Piringen (7137) - devraient entrer dans cette entité dont le nom deviendrait Unico Tongeren[2],[3]
- Le club de K. VK Ninove (2373) fusionne avec son voisin du Sparta Okegem (7055) en délicatesse financières à la suite de l'arrêt des compétitions dont l'annulation de la saison 2020-2021. Le club prend le nom de VK Ninove (2373). Le sparta devient l'équipe B du matricule. Retiré en raison de la fusion qui induit un changement d'appellation, le terme « Koninklijke » reviendra par la suite[4].
- Le club de l'AFC Tubize (5632) fusionne avec le R. Stade Brainois (343) pour former la R. Union Tubize Braine-le-Comte (5632) qui évolue en D2 Amateur en 2021-2022.
- Le club de Spouwen-Mopertingen (5775) fusionne avec le K. Bilzerse Waltwilder VV (232) pour former Belisia Bilzen SV (5775)[5],[1].

## Organisation
Ce championnat est géré communément par les deux ailes linguistiques de la Fédération royale belge de football : « VV » et « ACFF »
Chaque série est jouée distinctement. Au sein de chaque poule, les équipes se rencontrent en matchs aller/retour et un classement distinct est établi pour chaque série.
Au sein de chaque, on applique le principe de « trois périodes » aussi appelé familièrement « tranches ». Il s'agit le plus souvent (championnat à 16) de période de 10 matchs faisant l'objet d'un classement indépendant. Le gain d'une « tranche » permet de se qualifier pour le « Tour final de Nationale 2 » (voir ci-dessous) à condition d'être en possession de la « licence Nationale 1 ».

### Promotion en Nationale 1
Le champion de chaque série est promu en Nationale 1. Il y a donc deux fois 1 montant "VV" + une fois 1 montant "ACFF". La montée reste conditionnée à l'obtention de la « licence Nationale 1 ».
Un « Tour final de Division 2 » est joué en interne à chaque série afin de désigner les trois clubs (2 VV et 1 ACFF) qui vont disputer le « Tour final de Nationale 1 » en compagnie du 13e classé de cette division. Chaque aile linguistique désigne les clubs qui prennent part au « Tour final de Division 2 » en compagnie du 13e classé de cette division.

#### «Flou artistique» quant à l'obligation de licence
Initialement, ce fut le casz lors de précédentes saisons, l'obtention de la « licence Nationale 1 » est obligatoire pour participer à ses deux tours finaux imbriqués.
Or cette saison, la fédération belge a modifié ce point. Un élément qui ne reste pas critique au vu et au su des tours finaux concernés. Certains clubs (ni la presse, ni les supporters) ne sachant plus s'ils doivent jouer ou non. C'est notamment la seconde partie du Tour final, celui dit « de Nationale 1 », qui provoque questions, incertitudes et imbroglios.

### Relégation en Division 3
Les relégations se font vers les séries de Division 3 de l'aile linguistique concernée.

#### Influence de la Nationale 1
Le résultat final de la Nationale 1 a une influence importante car il conditionne les relégations (et promotions éventuelles) des niveaux inférieurs. Ainsi le nombre de descendants directs d'une même aile linguistique (VV ou ACFF) de Nationale 1 peut contraindre à des relégations supplémentaires dans la ou les séries de l'aile linguistique concernée.

#### Procédure VV
Dans chacune des deux séries « D2 Amateur VV », les deux derniers classés sont relégués directement vers le niveau inférieur. Les deux classés 14e sont considérés comme "barragiste". Il s'affronte dans un barrage en une seule manche. Le perdant descend en « Division 3 VV » si trois clubs "VV" descendent de Nationale 1. Les deux classés 14e descendent si quatre clubs "VV" quittent la Nationale 1.

#### Procédure ACFF
Les trois derniers classés de la « Division 2 ACFF » sont relégués directement en D3 Amateur ACFF. Il n'y a pas de « barragiste ». Cependant un 4e descendant direct peut être nécessaire en fonction du nombre de club "ACFF" qui quittent la Nationale 1 (et/ou éventuellement les étages supérieurs à celle-ci). Rien qu'en se basant sur les résultats de la Nationale 1 (les 3 descendants directs + le barragiste sont ACFF et le gain du « Tour final de Nationale 1 » est pour un cercle VV), on pourrait avoir jusqu'à six relégués directs de Division 2 ACFF.

## Arrivée des «Sélections U23»
Selon les projets des clubs de Pro League, les clubs membres de celle-ci vont pouvoir aligner leur sélection U23 dans le championnat de « Division 1B » mais certaines équipes U23 devraient être réparties de la « Nationale 1 » à la « D3 Amateur ».
Au début de la saison 2021-2022, l'arrivée des Sélection U23 des cercles professionnels semble un fait acquis. Cependant, un grand flou est encore de mise quant aux modalités de mise en œuvre de cette nouvelle reforme des compétitions nationales belges de football, à peine cinq ans après les dernières modifications en date. Certains journaux ont déjà exposés des projets de répartition mais aucune confirmation (ou infirmation) n'a encore été donnée par les autorités fédérales.
En définitive, le projet est reporté d'un an.

## Clubs VV participants 2021-2022
Les grilles proposées ci-après sont établies sur base des résultats sportifs officialisés par la fédération. Des recours entamés par des clubs mécontents de leur sort sont toujours pendants et l'issue de ces actions juridiques pourraient apporter des modifications.
Note: Les trois tableaux ci-après poursuivent le comptage débuté comme « D2 Amateur », à la suite de la réforme de 2016 y inclus la saison 2020-2021, car si celle-ci a été annulée, elle a été entamée et quelques journées organisées. La colonne « Total Niv. 4 » effectue l’addition des éventuelles saisons en « Promotion » jouées AVANT la réforme.

### Division 2 Amateur VV - Série A
| #  | Nom                                          | Mat. | Ville       | Stades            | Prov.    | en D2 depuis | Total en D2 | Total Niv. 4 | S. Précédente |
| -- | -------------------------------------------- | ---- | ----------- | ----------------- | -------- | ------------ | ----------- | ------------ | ------------- |
| 1  | Koninklijke Racing Club Gent                 | 11   | Gand        | PGB               | Fl. or.  | 2016-17 6e   | 6 s         | 33 s         | N/A           |
| 2  | Koninklijke Sport Kring Ronse                | 38   | Renaix      | O. Crucke         | Fl. or.  | 2017-18 5e   | 5 s         | 26 s         | N/A           |
| 3  | Koninklijke Sport Club Toekomst Menen        | 56   | Menin       | Vauban            | Fl. occ. | 2018-19 4e   | 4 s         | 26 s         | N/A           |
| 4  | Koninklijke Sport Vereniging Oudenaarde      | 81   | Audenarde   | Burg Thienpont    | Fl. or.  | 2019-20 3e   | 3 s         | 20 s         | N/A           |
| 5  | Royal Football Club Wetteren                 | 95   | Wetteren    | M. De Kerpel      | Fl. or.  | 2020-21 2e   | 2 s         | 10 s         | N/A           |
| 6  | Koninklijke Voetbal Klub Westhoek            | 100  | Ypres       | KVK Ieperst.      | Fl. occ. | 2016-17 6e   | 6 s         | 33 s         | N/A           |
| 7  | Sporting West Harelbeke                      | 1574 | Harelbeke   | Forestier         | Fl. occ. | 2016-17 6e   | 6 s         | 14 s         | N/A           |
| 8  | Koninklijk Voetbal Klub Ninove               | 2373 | Ninove      | De Kloppers       | Fl. or.  | 2020-21 2e   | 2 s         | 26 s         | N/A           |
| 9  | Koninklijke Football Club Sparta Petegem     | 3821 | Petegem     | Sparta            | Fl. or.  | 206-17 6e    | 6 s         | 12 s         | N/A           |
| 10 | Koninklijke Football Club Merelbeke          | 3551 | De Pinte    | Moerkensheide     | Fl. or.  | 2019-20 3e   | 3 s         | 3 s          | N/A           |
| 11 | Koninklijk Voetbal Vereniging Zelzate        | 4165 | Zelzate     | A Complex KVV     | Fl. or.  | 2020-21 2e   | 2 s         | 2 s          | N/A           |
| 12 | Koninklijke Sporting Club Lokeren-Temse      | 4297 | Tamise      | Daknam            | Fl. or.  | 2016-17 6e   | 6 s         | 11 s         | N/A           |
| 13 | Kon. Oude Leerlingen St-Augustinus Brakel    | 5553 | Brakel      | S. Van Den Berghe | Fl. or.  | 2020-21 2e   | 5 s         | 15 s         | N/A           |
| 14 | Koninklijke Sport Kring Voorwaarts Zwevezele | 6039 | Zwevezele   | Kasteelstraat     | Fl. occ. | 2019-20 3e   | 3 s         | 2 s          | N/A           |
| 15 | Sporting Club Dikkelvenne                    | 7074 | Dikkelvenne | Marc Gevaert      | Fl. or.  | 2018-19 4e   | 4 s         | 5 s          | N/A           |
| 16 | Football Club Gullegem                       | 9512 | Gullegem    | FC Gullegem       | Fl. occ. | 2016-17 6e   | 6 s         | 7 s          | N/A           |

#### Localisations - Série VV «A»
| \| Gullegem Menin Ypres Harelb. Zwevezele Zelzate Gand Petegem Wetteren Dikkelvenne Auden. Brakel Ninove Renaix Lokeren-Temse Merelbeke \| Localisation des clubs engagés en Division 2 VV série A en 2021-2022 |
| Gullegem Menin Ypres Harelb. Zwevezele Zelzate Gand Petegem Wetteren Dikkelvenne Auden. Brakel Ninove Renaix Lokeren-Temse Merelbeke                                                                            |

### Division 2 VV - Série B
| #  | Nom                                        | Mat. | Ville       | Stades           | Provinces   | en D2 depuis | Total en D2 | Total Niv. 4 | S. Précédente |
| -- | ------------------------------------------ | ---- | ----------- | ---------------- | ----------- | ------------ | ----------- | ------------ | ------------- |
| 1  | Koninklijke Berchem Sport                  | 28   | Berchem     | Ludo Coeck       | Anvers      | 2018-19 4e   | 5 s         | 17 s         | N/A           |
| 2  | Royal Cappellen Football Club              | 43   | Kapellen    | Jos Van Wellen   | Anvers      | 2016-17 6e   | 6 s         | 25 s         | N/A           |
| 3  | Koninklijk Lyra-Lierse Berlaar             | 52   | Berlaar     | Doelvelde        | Anvers      | 2020-21 2e   | 2 s         | 23 s         | N/A           |
| 4  | Koninklijke Sport Kring Tongeren           | 54   | Tongres     | Eburons          | Limbourg    | 2020-21 1re  | 1 s         | 10 s         | N/A           |
| 5  | Koninklijke Sportclub Eendracht Aalst      | 90   | Alost       | Pierre Cornelis  | Fl. or.     | 2019-20 3e   | 4 s         | 6 s          | N/A           |
| 6  | Kon. Sporting Club City Pirates Antwerpen  | 544  | Merksem     | Jef Mermans      | Anvers      | 2020-21 2e   | 4 s         | 17 s         | N/A           |
| 7  | Koninklijke Bocholter Voetbalvereniging    | 595  | Bocholt     | Damburg          | Limbourg    | 2016-17 6e   | 6 s         | 11 s         | N/A           |
| 8  | Koninklijke Olympia Sporting Club Wijgmaal | 1349 | Wijgmaal    | Ymeriastadion    | Brabant fl. | 2016-17 6e   | 6 s         | 37 s         | N/A           |
| 9  | Koninklijke Hoogstraten Voetbalvereniging  | 2366 | Hoogstraten | Seminarie        | Anvers      | 2016-17 6e   | 6 s         | 34 s         | N/A           |
| 10 | Koninklijke Sporting Hasselt               | 3245 | Hasselt     | Stedelijk        | Limbourg    | 2017-18 4e   | 4 s         | 14 s         | N/A           |
| 11 | Koninklijke Londerzeel Sportkring          | 3630 | Londerzeel  | Burg. A. Lambert | Brabant fl. | 2016-17 6e   | 6 s         | 27 s         | N/A           |
| 12 | Koninklijke Diegem Sport                   | 3887 | Diegem      | Gemeentelijk     | Brabant fl. | 2018-19 4e   | 4 s         | 21 s         | N/A           |
| 13 | Belisia Bilzen Sport Veringing             | 3970 | Mopertingen | Comp. Blokstraat | Limbourg    | 2016-17 6e   | 6 s         | 37 s         | N/A           |
| 14 | Koninklijk Voetbal Club Houtvenne          | 4481 | Herselt     | stadion          | Anvers      | 2020-21 2e   | 2 s         | 2 s          | N/A           |
| 15 | Sport Kring Pepingen-Halle                 | 7741 | Halle       | Lamme Guiche     | Brabant fl. | 2018-19 3e   | 4 s         | 7 s          | N/A           |
| 16 | Racing Club Hades Kiewit Hasselt           | 8721 | Kiewit      | RC Hades         | Limbourg    | 2016-17 6e   | 6 s         | 9 s          | N/A           |

#### Localisations - Série VV «B»
| \| Hoogstraten Cappellen Berchem City Pirates Lyra-Lierse Wijgmaal Londerzeel Diegem Pepingen-Halle Bocholt Bilzen RC Hades Hasselt Alost TongresHoutvenne \| Localisation des clubs engagés en Division 2 VV série B en 2021-2022 |
| Hoogstraten Cappellen Berchem City Pirates Lyra-Lierse Wijgmaal Londerzeel Diegem Pepingen-Halle Bocholt Bilzen RC Hades Hasselt Alost TongresHoutvenne                                                                            |

### Division 2 ACFF
| #  | Nom                                        | Mat. | Ville          | Stades              | Provinces    | en D2 depuis | Total en D2 | Total Niv. 4 | S. Préc. |
| -- | ------------------------------------------ | ---- | -------------- | ------------------- | ------------ | ------------ | ----------- | ------------ | -------- |
| 1  | RAAL La Louvière                           | 94   | La Louvière    | du Tivoli           | Hainaut      | 2018-19 4e   | 4 s         | 17 s         | N/A      |
| 2  | Royal Stade Waremmien Football Club        | 190  | Waremme        | E. Leburton         | Liège        | 2016-17 6e   | 6 s         | 35 s         | N/A      |
| 3  | Royale Ent. Sp. Couvin-Mariembourg-Fraire  | 248  | Mariembourg    | du Roi Soleil       | Namur        | 2018-19 4e   | 5 s         | 17 s         | N/A      |
| 4  | R. Sp. Cl. Union & Progrès Dieleghem Jette | 474  | Jette          | Complexe Expo       | Bxl-Capitale | 2020-21 2e   | 2 s         | 24 s         | N/A      |
| 5  | Royale Union Sportive Rebecquoise          | 1614 | Rebecq         | Gobard              | Brabant wal. | 2017-18 5e   | 5 s         | 7 s          | N/A      |
| 6  | Royal Racing Club Stockay-Warfusée         | 2239 | St-George s/M. | rue J. Wauters      | Liège        | 2019-20 3e   | 3 s         | 8 s          | N/A      |
| 7  | Entente Acren-Lessines                     | 2774 | Deux-Acren     | des Camomilles      | Hainaut      | 2016-17 6e   | 6 s         | 10 s         | N/A      |
| 8  | Royal Cercle Sportif de Verlaine           | 2871 | Verlaine       | des Six Bonniers    | Liège        | 2019-20 3e   | 3 s         | 4 s          | N/A      |
| 9  | Royale Entente Durbuy                      | 3008 | Barvaux s/O.   | de Barvaux          | Luxembourg   | 2017-18 5e   | 5 s         | 8 s          | N/A      |
| 10 | Royal Racing Club Hamoir                   | 3114 | Hamoir         | Emile Thines        | Liège        | 2016-17 6e   | 6 s         | 14 s         | N/A      |
| 11 | Royal Football Club de Meux                | 4454 | Meux           | des Verts et Blancs | Namur        | 2016-17 6e   | 6 s         | 17 s         | N/A      |
| 12 | Royal Football Club Warnant                | 5479 | Warnant        | des Burettes        | Liège        | 2020-21 2e   | 2 s         | 2 s          | N/A      |
| 13 | (Royale) Union Tubize Braine-le-Comte      | 5632 | Tubize         | E. Leburton         | Br. wallon   | 2020-21 2e   | 2 s         | 7 s          | N/A.     |
| 14 | Royale Union Sportive Givry                | 6237 | Givry          | de la RUS Givry     | Luxembourg   | 2019-20 3e   | 3 s         | 11 s         | N/A      |
| 15 | Football Club Ganshoren                    | 7569 | Ganshoren      | stade               | Bxl-Capitale | 2020-21 2e   | 2 s         | 7 s          | N/A      |
| 16 | Solières Sport                             | 9426 | Solières       | Château Vert        | Liège        | 2016-17 6e   | 6 s         | 9 s          | N/A      |

#### Localisations ACFF
| \| Jette Ganshoren Acren Rebecq Tubize RAAL Hamoir Solières Stockay Warnant Verlaine Waremme Meux Couvin-Mar. Givry Durbuy \| Localisation des clubs engagés en Division 2 ACFF en 2021-2022 |
| Jette Ganshoren Acren Rebecq Tubize RAAL Hamoir Solières Stockay Warnant Verlaine Waremme Meux Couvin-Mar. Givry Durbuy                                                                      |

## Légende des classements
|                 | Champion et promu en Nationale 1 (sauf si défaut de licence ad hoc).    |
|                 | non champion mais promu direct en Nationale 1.                          |
|                 | clubs disputant un barrage pour la montée.                              |
|                 | clubs devant disputer un barrage pour le maintien.                      |
|                 | clubs relégués (sportivement ou administrativement) vers la Division 3. |
| en augmentation | Clubs promus de Division 3 depuis la saison précédente.                 |
| en diminution   | Clubs relégués de Nationale 1 depuis la saison précédente.              |

## Classement final et résultats Division 2 VV - Série A
- Champion d'automne: K. SK Voorwaarts Zwevezele

### Classement final
- Dernière mise à jour: le 5 mai 2022

| Rang | Équipe                     | Pts | J  | G  | N  | P  | Bp | Bc | Diff |
| ---- | -------------------------- | --- | -- | -- | -- | -- | -- | -- | ---- |
| 1    | K. FC SPARTA PETEGEM       | 67  | 30 | 20 | 07 | 03 | 73 | 30 | +43  |
| 2    | K. VK Ninove               | 60  | 30 | 18 | 06 | 06 | 69 | 30 | +39  |
| 3    | K. OLSA Brakel             | 58  | 30 | 17 | 07 | 06 | 64 | 38 | +26  |
| 4    | K. SC Lokeren-Temse        | 57  | 30 | 17 | 06 | 07 | 45 | 28 | +17  |
| 5    | K. SK Voorwaarts Zwevezele | 56  | 30 | 16 | 08 | 06 | 62 | 37 | +25  |
| 6    | K. VV Zelzate              | 49  | 30 | 15 | 04 | 11 | 50 | 39 | +11  |
| 7    | K. FC Merelbeke            | 42  | 30 | 13 | 06 | 11 | 43 | 43 | 0    |
| 8    | FC Gullegem                | 41  | 30 | 11 | 08 | 11 | 43 | 46 | -3   |
| 9    | K. SV Oudenaarde           | 40  | 30 | 12 | 04 | 14 | 39 | 49 | -10  |
| 10   | K. RC Harelbeke            | 40  | 30 | 11 | 07 | 12 | 51 | 42 | +9   |
| 11   | K. RC Gent                 | 39  | 30 | 12 | 03 | 15 | 42 | 46 | -4   |
| 12   | K. SC Dikkelvenne          | 38  | 30 | 10 | 08 | 12 | 43 | 50 | -7   |
| 13   | K. VK Westhoek             | 31  | 30 | 09 | 04 | 17 | 47 | 62 | -15  |
| 14   | R. FC Wetteren             | 23  | 30 | 06 | 05 | 19 | 34 | 63 | -29  |
| 15   | K. SC Toekomst Menen       | 19  | 28 | 5  | 4  | 21 | 32 | 77 | -45  |
| 16   | K. SK Ronse                | 12  | 28 | 3  | 3  | 24 | 22 | 79 | -57  |

- Le K. FC Sparta Petegem est champion, mais comme il n'a pas introduit de demande de lice pour le niveau supérieur, c'est le « vice champion » Ninove qui est promu direct (car il reçoit la licence nécessaire).
- Trois clubs de cette série se retirent volontairement des divisions nationales en ne demandant pas la licence spécifique pour y évolué: Zwevezele (lequel fut pourtant leader à mi-parcours et ne quitta jamais le « top 5 » de la série cette saison), Menin et Renaix.

#### Classement à mi-parcours
| Rang | Équipe                     | Pts | J  | G  | N | P  | Bp | Bc | Diff |
| ---- | -------------------------- | --- | -- | -- | - | -- | -- | -- | ---- |
| 1    | K. SK Voorwaarts Zwevezele | 34  | 15 | 10 | 4 | 1  | 43 | 17 | +26  |
| 2    | K. FC Sparta Petegem       | 33  | 15 | 10 | 3 | 2  | 43 | 17 | +26  |
| 3    | K. VK Ninove               | 33  | 15 | 10 | 3 | 2  | 32 | 12 | +20  |
| 4    | K. SC Lokeren-Temse        | 30  | 15 | 9  | 3 | 3  | 21 | 10 | +11  |
| 5    | K. OLSA Brakel             | 28  | 15 | 8  | 4 | 3  | 27 | 16 | +11  |
| 7    | FC Gullegem                | 24  | 15 | 8  | 0 | 7  | 21 | 25 | -4   |
| 6    | K. VV Zelzate              | 23  | 15 | 7  | 2 | 6  | 16 | 19 | -3   |
| 8    | K. RC Harelbeke            | 22  | 15 | 6  | 4 | 5  | 25 | 20 | +5   |
| 9    | K. FC Merelbeke            | 22  | 15 | 6  | 4 | 5  | 22 | 19 | +3   |
| 10   | K. SV Oudenaarde           | 18  | 15 | 6  | 0 | 9  | 19 | 31 | -12  |
| 11   | K. SC Dikkelvenne          | 18  | 15 | 4  | 6 | 5  | 21 | 25 | -4   |
| 12   | K. RC Gent                 | 14  | 15 | 4  | 2 | 9  | 16 | 28 | -12  |
| 13   | K. VK Westhoek             | 13  | 15 | 4  | 1 | 10 | 19 | 34 | -15  |
| 14   | K. SC Toekomst Menen       | 12  | 15 | 3  | 3 | 9  | 18 | 32 | -14  |
| 15   | R. FC Wetteren             | 9   | 15 | 3  | 0 | 12 | 16 | 37 | -21  |
| 16   | K. SK Ronse                | 7   | 15 | 2  | 1 | 12 | 17 | 33 | -16  |

### Tableau des résultats
| Résultats (▼dom., ►ext.)                                   | BRA | DIK | RCG | GUL | HAR | LOK | TME | MER | NIN | OUD | PET | RON | WES | WET | ZEL | ZWE |
| K. OLSA Brakel                                             |     | 6-0 | 3-0 | 1-1 | 1-0 | 2-2 | 1-1 | 4-1 | 2-2 | 2-0 | 1-3 | 2-1 | 2-0 | 2-1 | 1-5 | 3-4 |
| K. SC Dikkelvenne                                          | 2-5 |     | 2-1 | 3-2 | 0-2 | 1-2 | 4-0 | 4-1 | 1-0 | 0-2 | 2-4 | 4-2 | 1-1 | 2-4 | 1-1 | 0-0 |
| K. RC Gent                                                 | 1-3 | 1-1 |     | 3-1 | 0-2 | 2-0 | 3-0 | 0-0 | 1-0 | 1-2 | 0-6 | 1-2 | 3-1 | 0-2 | 3-1 | 2-4 |
| FC Gullegem                                                | 3-1 | 2-1 | 2-0 |     | 1-0 | 0-5 | 3-0 | 2-1 | 1-3 | 1-2 | 0-1 | 5-0 | 1-1 | 2-2 | 1-0 | 1-1 |
| K. RC Harelbeke                                            | 0-2 | 1-2 | 0-1 | 1-1 |     | 1-2 | 4-2 | 1-1 | 4-2 | 4-2 | 1-1 | 5-0 | 3-2 | 2-0 | 0-0 | 5-0 |
| K. SC Lokeren-Temse                                        | 0-0 | 3-0 | 0-1 | 2-1 | 1-0 |     | 1-1 | 3-0 | 2-0 | 1-2 | 0-2 | 2-0 | 2-1 | 1-1 | 2-1 | 2-3 |
| K. SC Toekomst Menen                                       | 1-7 | 2-2 | 0-3 | 1-2 | 4-2 | 2-3 |     | 1-4 | 0-3 | 3-1 | 3-2 | 4-1 | 0-1 | 2-1 | 0-3 | 0-6 |
| K. FC Merelbeke                                            | 0-0 | 2-0 | 1-0 | 1-1 | 3-2 | 0-2 | 3-0 |     | 0-3 | 3-1 | 0-2 | 3-0 | 2-1 | 4-2 | 0-1 | 2-2 |
| K. VK Ninove                                               | 1-1 | 1-1 | 2-0 | 5-1 | 3-1 | 2-1 | 1-0 | 2-1 |     | 3-0 | 1-1 | 8-0 | 4-1 | 3-0 | 6-1 | 1-1 |
| K. SV Oudenaarde                                           | 1-3 | 0-3 | 2-1 | 1-1 | 2-0 | 0-0 | 2-1 | 0-1 | 2-0 |     | 4-3 | 3-1 | 0-0 | 3-2 | 0-2 | 1-3 |
| K. FC Sparta Petegem                                       | 4-0 | 0-0 | 1-0 | 2-3 | 2-2 | 2-0 | 5-1 | 3-0 | 1-1 | 1-0 |     | 3-1 | 2-2 | 2-1 | 3-1 | 2-0 |
| K. SK Ronse                                                | 0-3 | 0-2 | 2-4 | 0-1 | 2-2 | 1-2 | 1-0 | 1-1 | 0-1 | 0-3 | 1-2 |     | 4-3 | 0-0 | 0-1 | 0-2 |
| K. VK Westhoek                                             | 2-3 | 2-1 | 1-4 | 2-0 | 2-3 | 0-1 | 4-1 | 0-3 | 0-3 | 2-0 | 1-5 | 5-1 |     | 3-0 | 0-2 | 0-1 |
| K. FC Wetteren                                             | 0-1 | 0-3 | 2-2 | 1-0 | 0-0 | 0-1 | 2-1 | 1-4 | 2-4 | 2-0 | 1-4 | 3-1 | 0-5 |     | 0-3 | 3-4 |
| K. VV Zelzate                                              | 0-1 | 0-0 | 3-2 | 2-2 | 1-2 | 1-2 | 1-0 | 4-0 | 3-2 | 2-0 | 1-2 | 3-0 | 2-4 | 3-1 |     | 0-3 |
| K. SK Voorw. Zwevezele                                     | 2-1 | 3-0 | 0-1 | 3-1 | 2-1 | 0-0 | 1-1 | 0-1 | 1-2 | 3-3 | 2-2 | 1-0 | 8-0 | 1-0 | 1-2 |     |
| - Victoire à domicile - Match nul - Victoire à l'extérieur |     |     |     |     |     |     |     |     |     |     |     |     |     |     |     |     |

## Classement et résultats Division 2 VV - Série B
- Champion d'automne: Hoogstraten VV

### Classement final
- Dernière mise à jour: le 5 mai 2022

| Rang | Équipe                       | Pts | J  | G  | N  | P  | Bp | Bc | Diff |
| ---- | ---------------------------- | --- | -- | -- | -- | -- | -- | -- | ---- |
| 1    | HOOGSTRATEN VV               | 70  | 30 | 22 | 4  | 4  | 72 | 22 | +50  |
| 2    | K. SC Eendracht Aalst        | 57  | 30 | 17 | 6  | 7  | 61 | 35 | +26  |
| 3    | K. Lyra-Lierse Berlaar       | 57  | 30 | 17 | 6  | 7  | 52 | 29 | +23  |
| 4    | R. Cappellen FC              | 53  | 30 | 16 | 5  | 9  | 53 | 40 | +13  |
| 5    | K. Belisia SV Bilzen         | 52  | 30 | 15 | 7  | 8  | 44 | 32 | +12  |
| 6    | K. Bocholter VV              | 51  | 30 | 15 | 6  | 9  | 47 | 38 | +9   |
| 7    | K. SC City Pirates Antwerpen | 43  | 30 | 13 | 4  | 13 | 44 | 56 | -12  |
| 8    | K. Londerzeel SK             | 38  | 30 | 10 | 8  | 12 | 36 | 37 | -1   |
| 9    | K. Diegem Sport              | 35  | 30 | 9  | 8  | 13 | 36 | 45 | -9   |
| 10   | K. Sporting Hasselt          | 34  | 30 | 10 | 4  | 16 | 38 | 50 | -12  |
| 11   | K. Berchem Sport             | 33  | 30 | 8  | 9  | 13 | 36 | 45 | -9   |
| 12   | K. SK Tongeren               | 32  | 30 | 8  | 8  | 14 | 37 | 49 | -12  |
| 13   | RC Hadès Kiewit Hasselt      | 32  | 30 | 7  | 11 | 12 | 34 | 45 | -11  |
| 14   | SK Pepingen-Halle            | 28  | 30 | 7  | 7  | 16 | 34 | 51 | -17  |
| 15   | K. VC Houtvenne              | 26  | 30 | 6  | 8  | 16 | 30 | 52 | -22  |
| 16   | K. SC Olympia Wijgmaal       | 25  | 30 | 6  | 7  | 17 | 30 | 58 | -28  |

#### Classement à mi-parcours
| Rang | Équipe                       | Pts | J  | G  | N | P  | Bp | Bc | Diff |
| ---- | ---------------------------- | --- | -- | -- | - | -- | -- | -- | ---- |
| 1    | Hoogstraten VV               | 35  | 15 | 11 | 2 | 2  | 41 | 10 | +31  |
| 2    | K. Lyra-Lierse Berlaar       | 33  | 15 | 10 | 3 | 2  | 32 | 13 | +19  |
| 3    | K. SC Eendracht Aalst        | 29  | 15 | 9  | 2 | 4  | 29 | 18 | +11  |
| 4    | K. Londerzeel SK             | 27  | 15 | 8  | 3 | 4  | 24 | 14 | +10  |
| 5    | Belisia SV Bilzen            | 25  | 15 | 8  | 1 | 6  | 17 | 17 | 0    |
| 6    | K. Bocholter VV              | 23  | 15 | 7  | 2 | 6  | 23 | 22 | +1   |
| 7    | R. Cappellen FC              | 23  | 15 | 7  | 2 | 6  | 25 | 26 | -1   |
| 8    | K. Sporting Hasselt          | 20  | 15 | 6  | 2 | 7  | 17 | 21 | -4   |
| 9    | K. SC Olympia Wijgmaal       | 20  | 15 | 5  | 4 | 6  | 16 | 18 | -2   |
| 10   | K. SC City Pirates Antwerpen | 17  | 15 | 5  | 2 | 8  | 20 | 28 | -8   |
| 11   | K. Diegem Sport              | 17  | 15 | 4  | 5 | 6  | 23 | 26 | -3   |
| 12   | K. Berchem Sport             | 17  | 15 | 4  | 5 | 6  | 18 | 24 | -6   |
| 13   | K. SK Tongeren               | 16  | 15 | 4  | 4 | 7  | 20 | 29 | -9   |
| 14   | RC Hadès Kiewit Hasselt      | 16  | 15 | 3  | 7 | 5  | 16 | 23 | -7   |
| 15   | SK Pepingen-Halle            | 10  | 15 | 3  | 1 | 11 | 17 | 30 | -13  |
| 16   | K. VC Houtvenne              | 9   | 15 | 2  | 3 | 10 | 16 | 34 | -18  |

### Tableau des résultats
| Résultats (▼dom., ►ext.)                                   | AAL | CPA | BSP | BIL | BOC | CAP | DIE | SPH | HAD | HOO | HOU | LON | LYR | PEP | TON | WIJ |
| K. SC Eendracht Aalst                                      |     | 3-2 | 1-1 | 4-0 | 1-2 | 4-2 | 4-0 | 3-1 | 0-1 | 0-2 | 2-0 | 3-1 | 0-2 | 2-1 | 1-1 | 0-0 |
| K. SC City Pirates Antw.                                   | 1-5 |     | 2-0 | 4-2 | 1-0 | 2-0 | 1-1 | 1-2 | 1-3 | 0-2 | 3-2 | 1-2 | 0-2 | 2-1 | 3-2 | 4-2 |
| K. Berchem Sport                                           | 0-2 | 1-2 |     | 1-1 | 3-1 | 2-1 | 2-0 | 1-0 | 1-0 | 1-4 | 0-0 | 1-1 | 0-0 | 0-1 | 2-2 | 2-3 |
| Belisia SV Bilzen                                          | 1-1 | 1-0 | 4-1 |     | 3-2 | 1-3 | 3-1 | 1-0 | 0-0 | 3-2 | 2-0 | 1-0 | 0-2 | 0-0 | 2-0 | 5-0 |
| K. Bocholter VV                                            | 2-3 | 1-0 | 2-1 | 4-1 |     | 2-4 | 3-3 | 2-0 | 3-0 | 0-0 | 2-2 | 2-1 | 1-0 | 3-0 | 0-2 | 1-1 |
| K. Cappellen FC                                            | 2-0 | 1-2 | 2-0 | 1-0 | 1-0 |     | 1-0 | 0-3 | 2-1 | 1-4 | 3-1 | 2-0 | 0-0 | 3-0 | 2-2 | 1-1 |
| K. Diegem Sport                                            | 1-1 | 2-2 | 1-2 | 0-0 | 0-2 | 0-1 |     | 2-0 | 2-2 | 2-2 | 1-0 | 0-1 | 1-2 | 0-3 | 5-2 | 1-0 |
| K. Sporting Hasselt                                        | 1-2 | 5-0 | 1-1 | 0-4 | 0-2 | 1-2 | 2-1 |     | 2-2 | 0-3 | 2-1 | 1-0 | 0-3 | 2-3 | 2-0 | 1-1 |
| RC Hadès Kiewit Hasselt                                    | 2-3 | 3-3 | 1-0 | 0-0 | 0-3 | 0-2 | 0-1 | 2-1 |     | 1-5 | 1-1 | 1-2 | 0-4 | 1-1 | 0-1 | 5-1 |
| Hoogstraten VV                                             | 0-1 | 4-0 | 2-1 | 1-0 | 4-1 | 2-1 | 3-0 | 5-0 | 2-1 |     | 4-0 | 1-2 | 1-1 | 2-1 | 2-1 | 2-1 |
| K. VC Houtvenne                                            | 1-4 | 3-0 | 1-1 | 1-2 | 1-1 | 0-5 | 1-4 | 0-3 | 0-0 | 1-2 |     | 1-2 | 1-3 | 1-1 | 0-1 | 1-0 |
| K. Londerzeel SK                                           | 1-0 | 0-2 | 1-1 | 1-1 | 4-0 | 2-2 | 0-1 | 1-1 | 0-2 | 1-3 | 1-1 |     | 4-1 | 1-1 | 2-2 | 0-1 |
| K. Lyra Lyra-Lierse                                        | 3-1 | 2-2 | 3-0 | 0-2 | 0-2 | 2-2 | 3-1 | 3-1 | 1-2 | 1-0 | 0-1 | 2-1 |     | 5-2 | 0-0 | 3-1 |
| SK Pepingen-Halle                                          | 3-3 | 1-2 | 1-2 | 3-2 | 0-0 | 2-1 | 0-2 | 2-0 | 1-1 | 0-2 | 0-2 | 0-2 | 1-2 |     | 1-3 | 3-1 |
| K. SK Tongeren                                             | 1-3 | 0-1 | 3-1 | 0-1 | 1-2 | 3-4 | 0-0 | 1-2 | 1-1 | 0-6 | 0-2 | 2-1 | 1-2 | 2-0 |     | 2-0 |
| K. Olympia SC Wijgmaal                                     | 0-4 | 3-0 | 2-6 | 0-1 | 0-1 | 2-1 | 2-3 | 1-3 | 1-1 | 0-0 | 2-4 | 0-1 | 1-0 | 2-1 | 1-1 |     |
| - Victoire à domicile - Match nul - Victoire à l'extérieur |     |     |     |     |     |     |     |     |     |     |     |     |     |     |     |     |

## Classement et résultats Division 2 ACFF
- Champion d'automne : RAAL La Louvière

### Classement
- Dernière mise à jour: le 5 mai 2022

| Rang | Équipe                          | Pts | J  | G  | N  | P  | Bp | Bc  | Diff |
| ---- | ------------------------------- | --- | -- | -- | -- | -- | -- | --- | ---- |
| 1    | RAAL LA LOUVIÈRE                | 78  | 30 | 26 | 0  | 4  | 75 | 18  | +57  |
| 2    | R. FC Meux                      | 65  | 30 | 19 | 8  | 3  | 73 | 32  | +41  |
| 3    | RFC Warnant                     | 61  | 30 | 17 | 10 | 3  | 61 | 24  | +37  |
| 4    | R. Union Tubize-Braine-le-Comte | 55  | 30 | 17 | 4  | 9  | 63 | 42  | +21  |
| 5    | R. US Rebecquoise               | 49  | 30 | 14 | 7  | 9  | 53 | 40  | +13  |
| 6    | R. FC Ganshoren                 | 49  | 30 | 14 | 7  | 9  | 46 | 33  | +13  |
| 7    | Solières Sport                  | 48  | 30 | 13 | 9  | 8  | 74 | 47  | +27  |
| 8    | R. RC Hamoir                    | 47  | 30 | 13 | 8  | 9  | 55 | 53  | +2   |
| 9    | R. Entente Acren-Lessines       | 42  | 30 | 13 | 3  | 14 | 61 | 61  | 0    |
| 10   | R. SCUP Dieleghem Jette         | 36  | 30 | 10 | 6  | 14 | 37 | 48  | -11  |
| 11   | R. Stade Waremmien FC           | 31  | 30 | 9  | 4  | 17 | 48 | 58  | -10  |
| 12   | R. RC Stockay-Warfusée          | 30  | 30 | 8  | 6  | 16 | 35 | 59  | -24  |
| 13   | R. CS Verlaine 1                | 29  | 30 | 8  | 5  | 17 | 35 | 53  | -18  |
| 14   | R. Ent. Sp. Couvin-Mariembourg  | 24  | 30 | 6  | 6  | 18 | 31 | 59  | -28  |
| 15   | R. US Givry                     | 22  | 30 | 5  | 7  | 17 | 31 | 65  | -34  |
| 16   | R. Entente Durbuy               | 8   | 30 | 2  | 2  | 26 | 16 | 102 | -86  |

* 1 L'Excel Mouscron (D1B) ne reçoit aucune licence, ni pour la « Division 1B », ni pour la « Nationale 1 ». Cela signifie, la descente directe jusqu'en « Division 2 Amateur ACFF ». Ce fait contraint la fédération à libérer une place en « D2 ACFF », ce qui est fait descendre le 13e classé: Verlaine. Mais en raison de la faillite prononcée et la confirmation de l'arrêt des activités du cercle mouscronnois, Le R. CS Verlaine se maintient.

### Classement à mi-parours
| Rang | Équipe                          | Pts | J  | G  | N | P  | Bp | Bc | Diff |
| ---- | ------------------------------- | --- | -- | -- | - | -- | -- | -- | ---- |
| 1    | RAAL La Louvière                | 42  | 15 | 14 | 0 | 1  | 41 | 9  | +32  |
| 2    | R. FC de Meux                   | 31  | 15 | 9  | 4 | 2  | 32 | 17 | +15  |
| 3    | Solières Sport                  | 29  | 15 | 8  | 5 | 2  | 39 | 23 | +16  |
| 4    | R. FC Warnant                   | 26  | 15 | 8  | 5 | 2  | 30 | 12 | +18  |
| 5    | R. Entente Acren-Lessines       | 26  | 15 | 8  | 2 | 5  | 28 | 21 | +7   |
| 6    | R. FC Ganshoren                 | 26  | 15 | 8  | 2 | 5  | 26 | 19 | +7   |
| 7    | R. RC Hamoir                    | 26  | 15 | 7  | 5 | 3  | 29 | 29 | 0    |
| 8    | R. US Rebecquoise               | 21  | 15 | 6  | 3 | 6  | 24 | 21 | +3   |
| 9    | R. Union Tubize-Braine-le-Comte | 20  | 15 | 6  | 2 | 7  | 27 | 28 | -1   |
| 10   | R. RC Stockay-Warfusée          | 20  | 15 | 6  | 2 | 7  | 21 | 25 | -4   |
| 11   | R. SCUP Dieleghem Jette         | 18  | 15 | 5  | 3 | 7  | 16 | 25 | -9   |
| 12   | R. Stade Waremmien FC           | 16  | 15 | 5  | 1 | 9  | 28 | 32 | -4   |
| 13   | R. US Givry                     | 13  | 15 | 3  | 4 | 8  | 20 | 24 | -4   |
| 14   | R. Ent. Sp. Couvin-Mariembourg  | 9   | 15 | 2  | 3 | 10 | 18 | 26 | -8   |
| 15   | R. CS Verlaine                  | 8   | 15 | 2  | 2 | 11 | 15 | 35 | -20  |
| 16   | R. Entente Durbuy               | 4   | 15 | 1  | 1 | 13 | 10 | 45 | -35  |

### Tableau des résultats
- Dernière mise à jour : après la 28e journée

| Résultats (▼dom., ►ext.)                                   | ACR | CMF | DUR  | GAN | GIV | HAM | JET | LAL | MEU | REB | SOL | STO | TUB | CSV | SWA | FCW |
| R. Entente Acren Lessines                                  |     | 4-1 | 13-1 | 0-3 | 4-2 | 2-3 | 0-0 | -   | 2-3 | 2-1 | 3-4 | 3-2 | 2-0 | 4-1 | 2-1 | 0-1 |
| R. Couvin-Mariemb.-Fr.                                     | 1-0 |     | 2-3  | 0-2 | 0-1 | 1-0 | -   | 0-1 | 0-2 | 1-1 | 1-4 | 0-0 | 2-3 | 2-1 | 1-3 | 1-2 |
| R. Entente Durbuy                                          | 0-2 | 2-3 |      | 0-3 | 0-1 | 1-3 | 2-0 | 1-3 | -   | 0-4 | 0-6 | 1-1 | 0-1 | 0-2 | 0-3 | 0-5 |
| FC Ganshoren                                               | 3-1 | -   | 2-0  |     | 1-0 | 1-2 | 0-0 | 0-4 | 1-3 | 1-1 | 0-1 | 3-0 | 3-1 | 0-0 | 3-1 | 0-0 |
| R. US Givry                                                | 1-2 | 0-2 | 4-1  | 0-1 |     | 2-2 | 1-2 | 0-2 | 1-1 | 1-2 | 1-1 | 2-3 | 3-1 | -   | 1-1 | 1-5 |
| R. RC Hamoir                                               | 5-0 | 2-2 | 3-1  | 2-1 | 2-2 |     | 1-2 | 0-2 | 1-1 | 1-2 | 2-1 | -   | 3-2 | 2-2 | 1-3 | 0-0 |
| R. SCUP Dielegem Jette                                     | 3-1 | 3-2 | 4-0  | 0-0 | 1-0 | -   |     | 0-2 | 1-2 | 0-2 | 0-3 | 0-2 | 1-3 | 0-1 | 1-3 | 1-3 |
| RAAL La Louvière                                           | 3-0 | 2-1 | 3-0  | 2-0 | 4-2 | 5-0 | 0-1 |     | 4-0 | -   | 1-0 | 2-0 | 1-3 | 3-1 | 4-0 | 1-0 |
| R. FC Meux                                                 | 6-1 | 2-0 | 4-0  | 3-1 | 2-0 | 2-1 | 2-1 | 0-1 |     | 5-2 | 2-2 | 6-0 | 1-1 | 3-1 | -   | 0-2 |
| R. US Rebecquoise                                          | 2-2 | 1-1 | 2-0  | 3-1 | 4-1 | 0-2 | 5-2 | -   | 2-5 |     | 1-0 | 1-0 | -   | 3-1 | 4-1 | 0-0 |
| Solières Sport                                             | 2-2 | 3-0 | 3-1  | -   | 6-0 | 5-2 | 2-2 | 1-2 | 1-1 | 2-1 |     | 1-2 | 3-4 | 5-1 | 0-1 | 2-2 |
| R. RC Stockay-Warfusée                                     | 0-3 | 1-1 | 5-1  | 0-4 | 0-0 | 2-3 | 0-3 | 2-4 | 1-1 | 2-3 | -   |     | 1-0 | 1-0 | 3-2 | 0-3 |
| R. Union Tubize B-L-C                                      | 5-1 | 5-0 | 1-0  | 1-1 | -   | 3-1 | 4-0 | 1-5 | 2-2 | 2-1 | 3-3 | 1-3 |     | 2-0 | 3-1 | 0-2 |
| R. CS Verlaine                                             | -   | 1-0 | 1-1  | 1-3 | 0-2 | 1-2 | 0-2 | 1-0 | 0-2 | 0-2 | 2-2 | 2-1 | 1-2 |     | 2-2 | 1-4 |
| R. Stade Waremmien FC                                      | 0-3 | 1-2 | 6-0  | 0-1 | 5-1 | 1-2 | 0-0 | 0-6 | 1-2 | 0-0 | 5-6 | 2-0 | 0-3 | 1-2 |     | -   |
| R. FC Warnant                                              | 3-0 | 2-2 | -    | 5-1 | 1-1 | 1-1 | 2-2 | 0-3 | 1-1 | 1-1 | 3-1 | 2-0 | 1-0 | 2-1 | 0-2 |     |
| - Victoire à domicile - Match nul - Victoire à l'extérieur |     |     |      |     |     |     |     |     |     |     |     |     |     |     |     |     |

## Match pour le titre séries VV
Cette rencontre n'est pas jouée.

## Tour final Descente VFV
Ce tour final oppose les deux 14e classés de chaque série VFV. Cette saison, les trois descendants directs de D1 Amateur et le "barragiste" de cette même série sont des clubs "VFV". Le perdant du "tour final descente" est donc relégué.
- Participants:
  - Série A: R. Wetteren
  - Série B: SK Pepingen-Halle

|                                         |                |                   | Score | Prol | TaB |
| Premier tour - le dimanche 12 mai 2019. |                |                   |       |      |     |
| 8 mai 2022                              | R. FC Wetteren | SK Pepingen-Halle | 4-1   |      |     |

- En raison de la situation générale entre « Nationale 1 » et « D2 Amateur » (un seul relégué direct qui est un club « ACFF »), les deux formations concernées par ce barrage assurent leur maintien.

## Qualification Tour final vers la Nationale 1
Ce tour final joué en deux phases connaît une adaptation notable par rapport aux éditions préalables à la Pandémie de Covid-19 : l'obtention de la licence n'est plus obligatoire pour « participer » à ces barrages. Mais elle le reste évidemment pour accéder à l'étage supérieur. Si cela offre l'avantage d'avoir huit + quatre participants, cela peut déboucher sur des situations « cocasses » en bout de course.
Pour rappel, les huit barragistes « VV » se disputent deux tickets pour la deuxième phase, tandis que les quatre représentants « ACFF » tentent d'obtenir le seul billet prévu. Lors de la deuxième phase entre en lice le cercle barragiste de « Nationale 1 ».

### Participants

#### VV
- Série A:
  - K. OLSA Brakel (pas de licence)
  - K. SC Lokeren-Temse
  - K. FC Merelbeke (pas de licence)
  - K. VV Zelzate (pas de licence)
- Série B
  - K. SC Eendracht Aalst
  - K. Belisia SV Bilsen
  - R. Cappellen FC (pas de licence)
  - K. Lyra-Lierse

#### ACFF
- R. FC Meux
- R. US Rebecquoise
- R. Union Tubize-Braine-le-Comte
- R. FC Warnant

### Phase 1 - Interne Nationale 2
Le tirage au sort est effectué le lundi 2 mai 2022. Le tirage « VV » se déroule dans les locaux de l'aile flamande à Strombeek, alors que la procédure « ACFF » se déroule au siège de celle-ci à Cognelée. Pour chaque aile linguistique, le tirage est complet, c'est-à-dire du 1er tour au matchs de classement.

#### Résultats VV
|                                              |                       |                     | Score | Prol | TaB  |
| Premier tour - le samedi 08/05/2022          |                       |                     |       |      |      |
| 1                                            | K. OLSA Brakel        | K. FC Merelbeke     | 3-1   |      |      |
| 2                                            | K. SC Eendracht Aalst | R. Cappellen FC     | 1-1   | 1-1  | 5-4  |
| 3                                            | Belisia SV Bilsen     | K. SC Lokeren-Temse | 1-1   | 2-2  | 4-3  |
| 4                                            | K. VV Zelzate         | K. Lyra-Lierse      | 0-3   |      |      |
| Deuxième tour - le dimanche 15/05/2022       |                       |                     |       |      |      |
| 5                                            | K. SC Eendracht Aalst | Belisia SV Bilsen   | 2-0   |      |      |
| 6                                            | K. Lyra-Lierse        | K. OLSA Brakel      | 1-2   |      |      |
| Repêcfhage éventuel - le mercredi 18/05/2022 |                       |                     |       |      |      |
| 7                                            | K. Lyra-Lierse        | Belisia SV Bilsen   | 2-2   | 3-3  | 10-9 |

- À la suite de son succès lors de la rencontre « no 5 », l'Eendracht Alost se place pour la 2e phase de ce tour final.
- La rencontre « no 6 » s'est déroulée le samedi 14 mai 2022 à 19h30. Elle est remportée par OLSA Brakel, mais n'ayant pas de licence, ce cercle ne peut monter. C'est donc le vainqueur du « repêchage no 7 » qui prend part à la phase 2. Cette partie entre deux clubs « avec licence » est âprement disputée et spectaculaire. Les deux coaches en présence sont d'anciens Diables rouges : Bart De Roover pour les Lierrois et Luc Nilis aux commandes du cercle limbourgeois.

#### Résultats ACFF
|                                        |                   |                                 | Score | Prol | TaB |
| Premier tour - le samedi 08/05/2022    |                   |                                 |       |      |     |
| 1                                      | R. US Rebecquoise | R. Union Tubize-Braine-le-Comte | 1-1   | 1-1  | 4-3 |
| 2                                      | R. FC Warnant     | R. FC Meux                      | 3-2   |      |     |
| Deuxième tour - le dimanche 15/05/2022 |                   |                                 |       |      |     |
| 5                                      | R. US Rebecquoise | R. FC Warnant                   | 2-5   |      |     |

- La rencontre « no 1 » s'est jouée le samedi 7 mai 2022.
- Les deux finalistes n'ayant pas demandé ou pas obtenu la licence requise. La victoire de Warnant est donc obtenue « pour l'honneur ». Et c'est le seul club remplissant ces conditions qui est repêché: Tubize-Braine !
  - Demandeur, le club de Rebecq n'a pas reçu le fameux document permettant de monter. Plus que le fond c'est la forme qui a pénalisé le club. En effet, le refus de licence a été prononcé pour une question de délai dépassé dans la rentrée des documents officiels. Se sentant administrativement frustrée et pénalisée sportivement, la direction des « Rouges et Blancs » emploie toutes les voies de droit, mais elle est à chaque fois déboutée. Les Brabançons wallons n'hésitent pas à parler « d'injustice à leur égard » en insistant sur leur volonté de poursuivre les recours afin d'obtenir gain de cause[19],[20].

### Phase 2: Tour final de Nationale 1
- voir Tour final de Nationale 1

## Tour final de D3 Amateur
Cas unique des séries nationales, ce « Tour final de D3 Amateur » est le seul joué intégralement par aile linguistique. On a donc deux tours finaux bien distincts. Dans chacun d'eux, huit formations de Division 3 Amateur espèrent être promus avec les quatre champions de série.
Il s'agit, tant pour la VFV que pour l'ACFF, des équipes classées 2e de leur série et des différents vainqueurs de périodes. En cas de cumul (champion et/ou vainqueurs de périodes), le classement général est déterminant.
Le tour final de aile flamande (VV) désigne deux montants, celui de l'aile francophone ACFF un seul. Fait induit par la présence de deux séries VV à l'étage supérieur, pour une seule ACFF. Cette particularité des séries de « D2 Amateur » et la partition linguistique impliquent quele nombre de places montantes supplémentaires varie d'une saison à l'autre. Le nombre et le statut linguistique des relégués de « Nationale 1 » (deux niveaux plus haut)  influencent la détermination du nombre total de promus supplémentaires par aile, soit VV, soit ACFF. Un autre facteur entre en ligne de compte: le régime linguistique du vainqueur du Tour final de Nationale 1 (qu'il se maintienne ou qu'il monte
Pour cette saison 2021-2022, les données sont:
- Aucune licence pour l'Excel Mouscron et donc un seul relégué de « Nationale 1 » = qui est un club ACFF.
- Le « Tour final de Nationale 1 » est remporté par un club VV, lequel assure son maintien.

Cela offre une situation idéale pour l'aile flamande qui, en plus des deux montants initialement prévus peut désigner deux promus supplémentaires. Avec les champions de série et le retrait volontaire de Zwevezele, on a donc 7 montants VV ! À l'inverse, cette saison, l'aile francophone, n'a que trois promus : le 1er de chaque série et un via le tour final.

### Motants directs VFV
- K. RC Mechelen
- K. VC SV Oostkamp

### Montants directs ACFF
- Stade Disonais
- UR Namur

### Participants VV
- Série A: K. Erpe-Mere United, FC Lebbeke, Tempo Overijse MT, KM Torhout
- Série B: K. FC Diest, K. VC Lille United, K. FC Esperanza Pelt, K. FC Turnhout

### Participants ACFF
- Série A: R. Jeunesse Aischoise, R. US Binche, CS Entité Manageoise, Crossing Schaerbeek
- Série B: FC Herstal, R. FC 1912 Raeren-Eynatten, R. Union Rochefortoise, R. FCB Sprimont

### Résultats VV
Les rencontres se jouent en une seule manche sur le terrain de la première équipe tirée. Le tirage au sort est effectué le lundi 2 mai 2022au siège de l'aile flamande à Strombeek.
|                                                                |                     |                      | Score | Prol | TaB |
| Premier tour - le dimanche 08/05/2022                          |                     |                      |       |      |     |
| 1                                                              | K. Erpe-Mere United | K. FC Esperanza Pelt | 3-1   |      |     |
| 2                                                              | K. FC Turnhout      | KM Torhout           | 3-1   |      |     |
| 3                                                              | K. VC Lille United  | K. FC Diest          | 2-1   |      |     |
| 4                                                              | Tempo Overijse MT   | FC Lebbeke           | 0-3   |      |     |
| Matchs de classement entre les battus – le dimanche 15/05/2022 |                     |                      |       |      |     |
| 5                                                              | KM Torhout          | K. FC Diest          | 5-0   |      |     |
| 6                                                              | Tempo Overijse MT   | K. FC Esperanza Pelt | 2-1   |      |     |
| Match pour désigner le 5e montant – le dimanche 22/05/2022     |                     |                      |       |      |     |
| 7                                                              | KM Torhout          | Tempo Overijse MT    | 1-0   |      |     |

- Les matchs « no 1 » et « no 4 » sont joués le samedi 7 mai 2022.
- Les quatre vainqueur de « no 1 » à « no 4 » montent en Division 2 Amateur VV.
- Le match « no 6 » est joué le samedi 14 mai 2022.
- Vainqueur du match « no 7 », le KM Torhout décroche la 5e place montante (à la suite du retrait de Zwevezele).

### Résultats ACFF
Les rencontres se jouent en une seule manche sur le terrain de la première équipe tirée. Le tirage au sort est effectué le lundi 2 mai 2022 dans les locaux de l'ACFF à Cognelée.
|                                              |                            |                        | Score | Prol | TaB      |                                      |
| Premier tour - le dimanche 08/05/2022        |                            |                        |       |      |          |                                      |
| 1                                            | R. FC 1912 Raeren-Eynatten | Crossing Scharbeek     | 0-2   |      |          |                                      |
| 2                                            | R. Jeunesse Aischoise      | R. FCB Sprimont        | 0-1   |      |          |                                      |
| 3                                            | R. US Binche               | FC Herstal             | 3-2   |      |          |                                      |
| 4                                            | CS Entité Manageoise       | R. Union Rochefortoise | 3-0   |      |          |                                      |
| Deuxième tour - le dimanche 15/05/2022       |                            |                        |       |      |          |                                      |
| 5                                            | Crossing Schaerbeek        | R. US Binche           | 0-0   | 0-0  | 4-4 arr. | Binche par forfait (voir ci-dessous) |
| 6                                            | CS Entité Manageoise       | R. FCB Sprimont        | 0-3   |      |          |                                      |
| Match de classement - le dimanche 22/05/2022 |                            |                        |       |      |          |                                      |
| 7                                            | Crossing Schaerbeek        | CS Entité Manageoise   | 1-1   | 3-2  |          |                                      |
| Finale - le dimanche 22/05/2022              |                            |                        |       |      |          |                                      |
| 8                                            | R. FCB Sprimont            | R. US Binche           | 1-3   |      |          |                                      |

- Le match « no 5 » se termine abruptement en pleine séance de tirs au but (4 tirs marqués de part et d'autre). La raison de ce faitest que l'arbitre Monsieur Jérôme Meys a estimé que la sécurité n'était plus garantie à la suite de l'éclatement d'échauffourées dans la tribune assise ! La fédération statue en faveur des Visiteurs (victoire par forfait 0-5) bien que ceux-ci se voient infliger une amende pour « comportement inapproprié de leurs supporters ». L'autorité disciplinaire justifie la défaite infligée aux Bruxellois à cause « de leur négligence organisationnelle et l'envahissement du terrain par les supporters locaux ». La R. US Binche est qualifiée pour le deuxième tour[21].
- Victorieuse du match « no 8 », la R. US Binche monte en « D2 Amateur ACFF »

## Résumé de la saison
- Champion série VFV A: K. FC Sparta Petegem
- Champion série VFV B: Hoogstraten VV
- Champion série ACFF: RAAL La Louvière
- Troisième titre de D2 Amateur - Trentième au 4e niveau - pour la province de Flandre-Orientale
- Troisième titre de D2 Amateur - Cinquante-deuxième au 4e niveau - pour la province d'Anvers
- Quatrième titre de D2 Amateur - Vingt-sixième au 4e niveau - pour la province de Hainaut

| Région flamande (32)             | Région flamande (32) | Région wallonne (16)              | Région wallonne (16) |
| -------------------------------- | -------------------- | --------------------------------- | -------------------- |
| Province d'Anvers                | 6                    | Province de Hainaut               | 2                    |
| Province de Flandre-Occidentale  | 6                    | Province de Liège                 | 6                    |
| Province de Flandre-Orientale    | 11                   | Province de Luxembourg            | 2                    |
| Province de Limbourg             | 5                    | Province de Namur                 | 2                    |
| Province du Brabant flamand      | 4                    | Province du Brabant wallon        | 2                    |
| Région de Bruxelles-Capitale VFV | 0                    | Région de Bruxelles-Capitale ACFF | 2                    |

### Montée en Nationale 1
- Hoogstraten VV
- RAAL La Louvière
- K. VK Ninove

### Relégation en D3 Amateur

#### VV
- K. VC Houtvenne
- K. SC Menen (opte volontairement pour un retour en séries provinciales)
- K. SK Ronse (opte volontairement pour un retour en séries provinciales)
- K. Olympia SC Wijgmaal
  -  Un club quitte volontairement la « D2 Amateur VV » pour rejoindre directement les séries provinciales : K. SK Voorwaarts Zwevezele

#### ACFF
- R. Ent. Sp. Couvin-Mariembourg
- R. Entente Durbuy
- R. US Givry

## Première participation au4eniveau
Aucun en raison de l’annulation de la saison précédente, il n’y a eu ni descendant, ni montant.

### Débuts en «D2 Amateur»
Aucun en raison de l’annulation de la saison précédente, il n’y a eu ni descendant, ni montant.